# Jesús Gómez Portugal
Jesús Gómez Portugal Montenegro (Mexikóváros, 1941. május 14. – 2017. november 25.) olimpiai bronzérmes mexikói lovas, díjugrató.
Az 1980-as moszkvai olimpián díjugratás csapatversenyben Joaquín Pérezzel, Gerardo Tazzerrel és Alberto Valdés Lacarra-val bronzérmes lett.

## Sikerei, díjai
- Olimpiai játékok – díjugratás csapat
  - bronzérmes: 1980, Moszkva